# ゾイド 中央大陸の戦い
『ゾイド 中央大陸の戦い』（ゾイド ちゅうおうたいりくのたたかい）は、1987年9月5日に東芝EMI（現・ユニバーサル ミュージック）から発売されたファミリーコンピュータ用ソフト。MSX2用も発売された。
続編に『ゾイド2 ゼネバスの逆襲』がある。

## 概要
ヘリック共和国のゾイド「ゴジュラス」を操作して、ゼネバス帝国と戦うストーリー。登場人物（パイロット等）ではなくゾイド自身が会話をする独特の世界観であり、一定上の強さを持つ敵ゾイドが戦う前に発言する「ごじゅらす　かくごしろ」などのフレーズが特に印象的とされる。
全体としてはRPGだが、戦闘はファーストパーソン・シューティングゲームに近い。戦闘が開始すると、敵ゾイドはプレイヤーを中心とする360度の範囲に配置され、プレイヤーの視界に入ると決められたパターンで横移動を行いながら攻撃してくる。プレイヤーは視界の横移動（旋回）と上下の照準移動が可能で、照準合わせと回避を行いながら攻撃していく。攻撃に当たるとエネルギーが減少し、エネルギーがなくなると倒されて戦闘不能になる。
シンボルエンカウント制で、フィールド上（街の外）の戦闘は回避が可能。戦闘中にメニューを開いて「にげる」を選ぶと必ず戦闘から離脱できるため、プレイ次第ではフィールド上の全ての敵から逃げることも可能になっている。フィールド上でサラマンダーやプテラスによる「ていさつ」を使えば敵シンボルの誘導もできる。一方で、敵シンボルの出現位置はランダムでプレイヤーと同一座標に出現することもある他、姿の見えない敵も存在するため、エンカウント自体を完全に回避することは不可能に近い。
帝国の支配下にある街・砦・城には敵シンボルが一定数存在し、その全てを倒すことで街を帝国から解放できる。解放後は味方シンボルに話しかけることでエネルギー補給の他、昇進の確認やパスワードコンティニューに必要な「あんごう」の表示が可能になる。

## ゾイド

### 共和国
ゴジュラス
このゲームの主人公。倒されると仲間が健在でもゲームオーバーになる。ゲーム開始時の階級は二等兵で、敵を倒して昇進すると仲間全体のステータス（最大エネルギー、攻撃力、防御力、スピード）が強化される。
攻撃力、防御力ともに下位クラスで、他のゾイドと比べるとかなり見劣りするが、強化パーツを手に入れると強化されていく。全てのパーツを集めMk-IIの見た目になると、攻撃力と防御力は中堅クラスに至る。
共和国の首都に恋人か妻と思われる赤いゴジュラスがおり、彼女の「たたかいに　いくのをやめて」という言葉に「はい」と返すとタイトル画面に戻ってしまう。
サラマンダー
攻撃力と防御力は下位クラスだがスピードはかなり速く、防御力にそれほど差がない序盤ほど重宝する。また、仲間にいると「ていさつ」が使用可能になる。
ゴルドス
攻撃力は下位クラスだが防御力は中堅クラス。
マンモス
中堅クラスの防御力に、ゴルドスよりやや高い攻撃力を持つ。
シールドライガー
攻撃力とスピードはトップクラスで、防御力は中堅クラス。
階級は中尉、一人称は「わし」。仲間にするにはゴジュラスが大尉以上に昇進する必要がある。
バリゲーター
小型ゾイドなので防御力こそ下位クラスだが、攻撃力は中堅クラスでスピードもそこそこ速い。
スネークス
ゲーム中盤に登場する。能力は平均的。
ウルトラザウルス
共和国最強のゾイド。攻撃力と防御力は桁違いに高いが、スピードはゴジュラス以下。
「准将以上になる」「パーツを全て集める」「帝国に占領された共和国の街を全て解放する」「囚われているチェスター教授を助けて移動させる」という条件を全て満たすと、共和国の工場で仲間にできる。

### 帝国
イグアン
序盤に登場する。攻撃力、防御力は低いがスピードは速め。モルガと組んで登場することが多い。
モルガ
序盤から終盤まで登場する。攻撃力、防御力ともに低い。
シンカー
海空両用の飛行ゾイドで、陸海問わず登場する。大型ゾイドと組んで登場することもある。
シーパンツァー
陸海両用の小型ゾイド。主に海で登場するが、建物の地下でも登場する。一度にたくさん登場することが多い。
ウオディック
水中用の中型ゾイド。主に海でしか登場しない。
ブラックライモス
単体で登場するほか、様々なゾイドと組んで登場することもある。
ディメトロドン
ゲーム中盤から登場する電子戦用ゾイド。大型ゾイドだが、能力は高くない。レッドホーンと組んで登場することが多い。
レッドホーン
高い攻撃力を持ち、序盤から登場する。建物の中では必ずと言ってもいいほど現れる。ブラックライモス同様、様々なゾイドと組むことが多い。
サーベルタイガー
敵ゾイドの中で最も速いスピードを持つが、行動パターンの関係もあって非常に攻撃を当てやすい。
アイアンコング
ゴジュラスのライバル機。攻撃力、防御力ともにかなり高く、序盤から終盤まで登場する。帝国の首都にはアイアンコング5機編成が大量に配置されている。
デスザウラー
帝国最強のゾイド。終盤に登場し、攻撃力と防御力が桁違いに高い。とはいえ、厄介なのは2機編成の場合のみで、1機編成であればアイアンコング5機編成よりも戦いやすい。

## アイテム

### 一般アイテム
とらのパンツ
効果のないアイテム。
通信機
戦闘終了時に条件を満たしていると、その場で昇進するようになる。
グスタフ
重装甲運搬ゾイドだが、仲間ではなくアイテム扱い。仲間が倒されてもエネルギーを補給すれば復活できるようになる。
鍵
使用すると調べても開かない階段を開けることができる。
エネルギータンク
使用するとエネルギーが満タンになる。戦闘中に使用するとなくなるのだが、移動中に使用した場合は設定ミスによりなくならない。
プテラス
戦闘機（戦闘爆撃機）ゾイドだが、仲間ではなくアイテム扱い。サラマンダーがいない時に入手でき、「ていさつ」が使用可能になる。
ターボブースター
スピードが強化される。
PCカード
帝国に占領されている街（あるいは帝国領土の街）で敵を全滅させなくても味方ゾイドによるエネルギー補給が可能になる。
冷却機
スピードが強化される。
フロート
グスタフと併せて持っていると海上移動が可能になり、桟橋から陸と海を行き来できるようになる。

### ゴジュラスの強化パーツ
- コンピューター
- 装甲パーツ
- 4連速射砲
- キャノン砲

### ウルトラザウルスのパーツ
- ウルトラザウルスの尻尾
- ウルトラザウルスの胴体
- ウルトラザウルスの頭
- ウルトラザウルスのキャノン砲
- ウルトラザウルスの足
- 生命エネルギー[5]

## 街
- 共和国首都
- 共和国最後の砦
- クロケット砦
- グレイ砦
- クッパー
- 共和国の工場
- クック砦
- グランド砦
- みずうみ砦
- イリューションの城
- イリューションの街
- ガニメデの街
- ガニメデの城
- ダリオスの城
- バレシアの城
- 要塞
- 古代遺跡
- 島の街
- 島の工場
- 帝国の工場
- 帝国の砦
- 共和国の工場
- 帝国の首都

## その他
- クソゲーとまではいかないものの、ゲーム内で手に入るヒントが少ないという一面がある。
  - 「しらべる」コマンドで発見できる隠し要素は、その存在自体が分かりづらいにもかかわらず、ある場所を通過するには隠し階段の発見が必須であったり、発見しなければ重要アイテムが入手できないという、かなり不親切な仕様になっている[6]。一応、隠し要素が存在するマスには「移動できるはずなのに移動できない」という特徴があるものの、大半が意識して探索しなければ気付けないような位置になっているため、仮に特徴に気付いたとしても各マップのそれらしい場所に目星をつけて移動を繰り返すことになる。
    - 加えて、階段の「画面変移後の配置が通過した階段とズレている」という仕様が不親切さに拍車を掛けている。例えば、階段の先が小部屋だと部屋のほぼ中央に配置されるのだが、その部屋に階段が2つ配置されている場合、どちらの階段を通過してきたのかが全く分からないのである。ある小部屋では表示されている階段は1つなのだが、通過してきた階段は隠し階段で、最初から表示されている階段は進行ルートであるという、隠し階段を探す癖がついていると引っかかる罠のようにもなっている。

  - 帝国の首都にいるボスを倒した後、メッセージが表示された後にボタン押すとゲームオーバー画面に切り替わるのだが、通信機を入手した状態でメッセージが表示されたまま一定時間放置しているとイベントが発生し、それを完遂するとエンディングを見ることができる。これに関しては完全なノーヒントであり、メッセージを読み進めるためにボタンを押すことが一般的な状況であることもあって、エンディングの存在に自力で気付くのは非常に困難と言える。
- 戦闘中、画面に表示されるグラフィックが増えると描画が追いつかなくなり、処理落ちや敵グラフィックの点滅及び消失が発生する。また、攻撃を連発すると効果音の再生が優先され、BGMが再生されなくなる。
- 戦闘開始前に敵ゾイドのデータが表示されるのだが、デスザウラーの数値が「高さ32.4m、重量21.0t」となっている。本来の設定は「全長32.4m、全高21.0m、重量400t」であり、誤って全長と全高を入力したものと思われる。
- MSX2版では登場ゾイドにアロザウラーとディバイソンが追加されている。アロザウラーはもう1体のゴジュラスとして使用することが可能でゴジュラス、アロザウラー両機が撃破されないとゲームオーバーにならない。
- 音楽は久石譲が担当している。
- TVCMのイメージソングはCHIKAの「素敵なサマーボーイ」である。この歌は同時期の玩具のTVCMでも使用されている。